# Стражеско, Дмитрий Николаевич
Дмитрий Николаевич Стражеско (26 сентября 1913 — 10 февраля 1978) — советский учёный-физико-химик, специалист в области синтеза и применения пористых веществ и материалов. Доктор химических наук (1958).

## Биография
Родился в Киеве в семье Николая Дмитриевича Стражеско.
Обучался дома с частными преподавателями, свободно владел тремя иностранными языками (английским, немецким, французским).
В 1930 году поступил на химический факультет Киевского университета, который окончил в 1934 году. Будучи студентом последних курсов, подрабатывал лаборантом в Институте биохимии АН УССР.
По окончании университета стал работать в должности ассистента кафедры биохимии Киевского мединститута, а с 1935 по 1937 гг. – ассистентом Киевского санитарно-химического института, одновременно (с 1935 г.) проходя аспирантуру при кафедре физической химии Киевского университета.
В 1937 г. назначен на должность доцента кафедры химии Киевского мединститута, где и работал до начала войны и в период оккупации г. Киева.
В 1938 г. защитил кандидатскую диссертацию на тему «Адсорбция электролитов из неводных растворов». В 1939 г. решением ВКВШ присвоено звание доцента по кафедре химии Киевского мединститута.
После освобождения Киева в 1943 г. Д.Н. Стражеско был назначен на должность директора и главного инженера химико-фармацевтического завода им. Ломоносова, на котором работал до 1944 г., а затем, до 1948 г., был научным консультантом этого же завода.
В этот период Д.Н. Стражеско был предложен и успешно внедрён в производство усовершенствованный метод получения известного препарата ДДТ с большим экономическим эффектом, а также ряда жизненно необходимых лекарственных препаратов.
Далее до последнего дня его жизни работал в Институте физической химии им. Л.В. Писаржевского АН УССР: с 1945 по 1949 г.г. –  докторантура, с 1949 по 1960 г.г. – работа в должности старшего научного сотрудника в возглавляемой академиком А.И. Бродским лаборатории изотопов. В июне 1960 г. назначен заведующим лаборатории ионного обмена и адсорбции. С июня 1962 года - заведующий отделом ионного обмена и адсорбции ИФХ НАН УССР.
В июле 1952 году Дмитрий Николаевич на заседании Учёного Совета Института физической химии Академии наук СССР (г. Москва) защитил докторскую диссертацию на тему «Адсорбция из растворов на активном угле”. Высшей аттестационной комиссией  Министерства высшего образования  СССР присвоено звание профессора.
Параллельно с работой в Институте физической химии им. Л.В. Писаржевского АН УССР возглавлял кафедру общей и неорганической химии Киевского медицинского института им. А.А. Богомольца.
Скончался 10 февраля 1978 года. Похоронен на Байковом кладбище.

## Научная деятельность
Д.Н. Стражеско впервые провёл сравнительное исследование процессов сорбции беззольным углём ряда электролитов и неэлектролитов из водных и неводных растворов и получил принципиально новые  результаты, касающиеся электрохимических и сорбционных свойств активных углей.
Под его руководством получены уникальные результаты, позволившие впервые количественно оценить роль кислорода в протекании процессов восстановления углями ионов с переменной валентностью.
Внедрена  сорбционная технология выделения на углях серебра из технических и сточных Ag-содержащих вод на фабрике киноплёнки в Киеве.
Прямым радиометрическим методом Д.Н. Стражеско вместе  с к.х.н. Г.Ф. Янковской доказали наличие катионного обмена на силикагеле в нейтральных и даже слабокислых растворах.
Под руководством Д.Н. Стражеско были проведены пионерские работы по изучению окисления углей и использованию их для адсорбции и в катализе
Дмитрий Николаевич Стражеско стоял у истоков исследований и разработок по медицинским сорбентам. Синтетические активные угли медицинского назначения СУГС и СКН впервые были синтезированы в отделе ионного обмена и адсорбции и широко применялись в клинической практике и получили наибольшую известность в СССР. За эти работы в 1979 г. В.В. Стрелко и В.Г. Николаев в составе авторского коллектива были удостоены Государственной премии СССР в области науки и техники.
Под его руководством и при активном участии разработан и внедрён в производство на Киевском заводе медпрепаратов новый метод выделения антибиотика – стрептомицина.
Им организован выход Республиканского межведомственного сборника «Адсорбция и адсорбенты» (ответственный редактор).
Под его руководством были защищены 23 кандидатских и 5 докторских диссертаций.

## Награды
- Медаль «В ознаменование 100-летия со дня рождения Владимира Ильича Ленина» (1970)
- Почётная грамота Президиума АН УССР (1973)

## Избранные публикации
«Сорбенты на основе силикагеля в радиохимии. Химические свойства. Применение» (Авторы: Б.Н. Ласкорин, В.В. Стрелко, Д.Н. Стражеско, В.И. Денисов, Атомиздат, 1977, 304 с.).

«Гемосорбция на активных углях» (Киев: Наук. думка, 1979. – 288 с.

Стражеско Д.Н. К вопросу о специфической адсорбции катионов тяжёлых металлов / Д.Н. Стражеско, В.Н. Бронштейн // Украинский хим. журнал. – 1949. – Т. 15. – Вып. 1. – С. 53 – 65.

Исследование коагуляции лиофобных золей электролитами методом меченых атомов. Адсорбция ионов, заряженных одноимённо с коллоидными частицами / Д. Н. Стражеско, Б. Э. Тартаковская // Коллоидный журнал. – 1953. – Т. 15. – Вып. 3. – С. 161 – 169.

О механизме адсорбции кислот активным углём из неводных растворов / Д. Н. Стражеско, Б. Э. Тартаковская // ДАН СССР. – 1954. – Т. 98. – № 1. – С. 107 – 110.

Исследование адсорбции электролитов силикагелем с применением радиоактивных индикаторов / Д. Н. Стражеско, Г. Ф. Янковская // Укр. хим. журнал. – 1959. – Т. 25. – Вып. 4. – С. 471 – 476.

Радиометрическое исследование сорбции противоионов при коагуляции золей сульфидов мышьяка и сурьмы смесями электролитов. – Н. А. Баран, Д. Н. Стражеско // ДАН СССР. – 1964. – Т. 158. – № 5. – С. 1146 – 1148.

Кислотный катализ в растворах в присутствии окисленного угля / Д. Н. Стражеско, З. Д. Скрипник, Л. Л. Червяцова, Г. Ф. Янковская // ДАН СССР. – 1964. – Т. 155. – № 1. – С. 168 – 170.

Исследование сорбции катионов из кислотных растворов на силикагелях, полученных гидротермальным способом / Л. Ф. Кириченко, В. М. Чертов, З. З. Высоцкий, Д. Н. Стражеско // ДАН СССР. – 1965. – Т. 164. – № 3. – С. 618 – 621.

Исследование прочности связи кислорода с поверхностью активных углей с применением тяжёлого изотопа кислорода О18 / Д. Н. Стражеско, Е. С. Мацкевич // Электрохимия. – 1965. – Т. 1. – Вып. 3. – С. 292 – 296.

Изучение диффузии растворённых веществ в силикагелях / З. М. Товбина, Д. Н. Стражеско // Укр. хим. журнал. – 1968. – Т. 34. – Вып. 9. – С. 876 – 880.

Сорбция ионов переходных и редкоземельных элементов кальциевой формой силикагеля / В. В. Стрелко, Д. Н. Стражеско, Н. И. Солошенко [и др.] // ДАН СССР. – 1969. – Т. 186. – № 6. – С. 1362 – 1364.

Концентрационные константы обмена катионов щёлочноземельных металлов на окисленном угле / В. А. Алексеенко, М. В. Васильева, Д. Н. Стражеско [и др.] // Журнал. прикл. химии – 1971. – Т. 45. – Вып. 1. – С. 111 – 115.

Применение окисленных и обычных активных углей для очистки концентрированных растворов хлористого натрия / И. А. Тарковская, Д. Н. Стражеско, Т. И. Конончук [и др.] // Химическая технология. – 1971. – № 3. – С. 3 – 9.

Ионообменные свойства углей, окисленных различными окислителями / И. А. Тарковская, Д. Н. Стражеско, Л. Н. Гращенкова [и др.] // Журнал физ. химии. – 1972. – Т. 46. – Вып. 11. – С. 2127 – 2128.

Зависимость констант ионизации кремнёвых кислот от степени их полимеризации / В. Н. Беляков, Н. М. Солтивский, Д. Н. Стражеско [и др.] // Укр. хим. журнал. – 1974. – Т. 36. – Вып. 4. – С. 779 – 782.

Mechanism of cation exchange on silica gele / D. N. Strazhesko, V. V. Strelko, V. N. Belyakov. S. C. Rubanik // J. Chromatogr. – 1974. – Alf. 102. – P. 191 – 195.

Каталитическое действие активных углей и их пористая структура / Д. Н. Стражеско А. А. Кобякова, С. С. Ставицкая // Адсорбция и адсорбенты. – 1976. – Вып. 3. – С. 334 – 346.

Новые возможности лечения сывороточным гепатитом в состоянии печёночной комы / Г. Ю. Нем, Д. Н. Стражеско, Т. Н. Бурушкина [и др] // Врачебное дело. – 1978. – № 2. – С. 144 – 147.

Термодинамика ионного обмена на окисленном угле / А. Н. Томашевская, И. А. Тарковская, Д. Н. Стражеско // Укр. хим. журнал. – 1979. – Т. 45. – № 5 – С. 434 – 437.